# 리페츠크

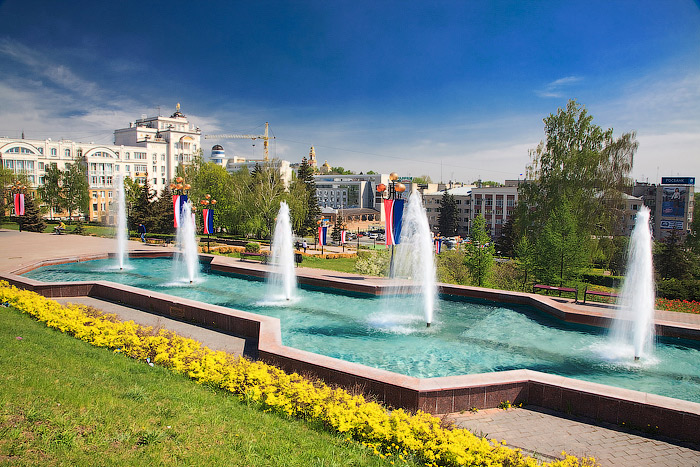

리페츠크(러시아어: Ли́пецк, 문화어: 리뻬쯔크)는 리페츠크주의 주도이다.

## 지리
보로네시강과 돈강이 흐르는 지점에 위치해 있고, 모스크바에서 남동쪽으로 508km 지점에 위치해 있다. 면적은 282 km2이다. 오카-돈 평야과 중부 러시아 고지에 위치해 있다.

### 기후
리페츠크는 대륙성 기후를 보이는 곳으로, 1월에는 −10 °C, 여름은 온난한 기후로 인해 +20 °C를 보인다. 강수량은 500mm로, 주로 7월에 내린다.

## 행정 구역
행정 구역은 소베츠키 구(Советский), 옥탸브리스키 구(Октябрьский), 프라보베레즈니 구(Правобережный), 레보베레즈니 구(Левобережный)로 나뉘어 있다.

## 인구
| 연도                | 인구    | ±%      |
| ------------------- | ------- | ------- |
| 1897                | 21,000  | —       |
| 1926                | 20,950  | −0.2%   |
| 1939                | 66,644  | +218.1% |
| 1959                | 156,515 | +134.9% |
| 1970                | 289,138 | +84.7%  |
| 1979                | 395,638 | +36.8%  |
| 1989                | 449,635 | +13.6%  |
| 2002                | 506,114 | +12.6%  |
| 2010                | 508,887 | +0.5%   |
| 2021                | 496,403 | −2.5%   |
| Source: Census data |         |         |

## 역사
13세기에 리페츠크가 세워졌지만, 1284년에는 몽골군에 의해 파괴되었다.

## 경제
리페츠크에는 러시아의 4대 철강회사 중 하나인 노볼리페츠크 스틸의 본사가 있다.

## 자매 도시
- 독일 콧부스 (1974)
- 중국 안산 시 (1992)
- 이탈리아 파브리아노 (2003)
- 우크라이나 빈니차 (2004)